# Zarzouna
Zarzouna (arabe : جرزونة) est une ville du nord de la Tunisie constituant l'un des quatre arrondissements de la municipalité de Bizerte.
Elle se positionne de manière symétrique au centre de Bizerte auquel elle est reliée par un pont mobile. L'arrondissement compte 24 428 habitants en 2004.

## Géographie
Zarzouna est située directement à l'entrée du canal de Bizerte, à 64 kilomètres au nord de Tunis, en aval de la ville de Menzel Abderrahmane. À son extrémité sud-est, elle est bordée par la forêt d'Errimel, bien que la zone industrielle limite l'ensemble de Zarzouna au sud, en constituant une véritable ceinture autour d'elle.

## Histoire
À la suite des ravages subis par Bizerte lors de la Seconde Guerre mondiale, un noyau urbain est implanté à Zarzouna en 1944 et baptisé « cité ouvrière ». Initialement. ce noyau avait pour but d'abriter une nouvelle ville à la place de Bizerte mais le projet est finalement abandonné ; il est à noter que de ses quartiers préexistaient à ce projet. La ville connaît un important développement à partir des années 1960, avec la naissance de la zone industrielle à sa périphérie, et notamment l'implantation d'une raffinerie de pétrole, la Société tunisienne des industries de raffinage, en 1961.

## Sport
Zarzouna accueille un club de football : la STIR sportive de Zarzouna.